# グリニッジ公共教育学区
グリニッジ公共教育学区（英：Greenwich Public Schools）はアメリカ合衆国コネチカット州フェアフィールド郡のグリニッジにある公共教育学区である。学区の境界線はグリニッジの境界線と一致し、K年生から12年生のおよそ8840人の学生がグリニッジ公共教育学区の学校に通う。
2012年時点で、町の南西の隅にある2つの小学校にヒスパニック系の児童が集中しており、町内の民族構成と同じようなパターンになっている。コネチカット州には人種の多様性を規定する法があり、学校の児童の人種構成が学区の平均から25%以上離れないように定めている。しかし2013年時点ではそれが遵守できておらず、解決策を模索中である。
学区内の学校の著名な卒業生にスティーブ・ヤング、ドロシー・ハミル、ジョン・サリバンなどがいる。

## 学区内の学校
- グリニッジ高等学校（英語版）（9〜12年生）
- 中学校（6〜8年生）
  - セントラル中学校（Central Middle School）
  - イースタン中学校（Eastern Middle School）
  - ウェスタン中学校（Western Middle School）
- 小学校（K〜5年生）
  - コス・コブ（Cos Bob）
  - グレンビル小学校（英語版）
  - ザ・インターナショナルスクールアットダンディ（英語版）
  - ジュリアン・カーティス（Julian Curtis）
  - ニュー・レバノン（New Lebanon）
  - ノース・ミアナス（North Mianus）
  - ノース・ストリート小学校（英語版）
  - オールド・グリニッジ（Old Greenwich）
  - パークウェイ（Parkway）
  - ハミルトン・アベニュー（Hamilton Avenue）
  - リバーサイド（Riverside）